# L'ultima carovana (film 1956)
L'ultima carovana (The Last Wagon) è un film del 1956 diretto da Delmer Daves e interpretato da Richard Widmark.

## Trama
"Comanche" Todd, un uomo bianco che ha vissuto gran parte della sua vita tra gli indiani, viene arrestato dallo sceriffo Bull Harper in quanto deve essere giudicato per l'omicidio dei tre fratelli di quest'ultimo. Durante il viaggio verso Oak Ridge, i due si uniscono alla carovana di ex veterani della guerra civile diretta a Tuckson e capitanata dal colonnello William Normand. Il tragitto della carovana è interno al territorio degli Apache. Il trattamento brutale di Harper nei confronti di Todd crea sin da subito attrito tra i membri della carovana, soprattutto con la giovane e graziosa Jenny e suo fratello minore Billy, il quale prende molto in simpatia Todd. Dopo che questo era stato aggredito dallo sceriffo in quanto aveva tentato di dare da mangiare al prigioniero, l'intervento del colonnello consente a Todd di guadagnarsi i pasti e una mano libera di muoversi. Poco dopo, il giovane Clint offre a Todd una pipa da fumare, scatenando nuovamente le ire di Harper che inizia a malmenare il ragazzo, finché non interviene Todd che uccide lo sceriffo sfruttando la sua mano libera conficcandogli un'ascia in testa. Dopo ciò, Todd viene nuovamente legato con entrambe le mani alla ruota di un carro. Quella notte Todd si accorge di alcuni movimenti all'interno del campo, e manda Billy a vedere: il giovane e arrogante Ridge infatti vorrebbe portare la figlia del colonnello Normand Valinda a nuotare, progetto al quale poi partecipano anche Jolie (sorellastra di Valinda, disprezzata da quest'ultima per via del suo sangue Navajo) e lo stesso Billy. Dopo che Jenny e Clint si recano al lago per richiamarli, questo, al quale era stato affidato il turno di guardia, lascia il compito a Todd.
La mattina seguente, quando il gruppo torna al campo lo trova incendiato e i membri delle loro famiglie uccisi.
L'unico superstite è Todd, il quale si era salvato stringendosi tra due rocce dopo che il carro al quale era legato fu scaraventato in un dirupo. Dopo che Billy e Jenny lo riportano sulla cima tirando su la ruota con una corda, Ridge e Valinda non si fidano di lui, seppure si capisca ben presto che l'unica possibilità di scampo che abbiano tutti è che Todd li guidi attraverso il territorio onde evitare che gli Apache li scoprano e li uccidano come hanno fatto con il resto della loro gente. Seppure egli venga liberato dalla ruota, Ridge gli fa tenere le catene ai polsi, le quali verranno segate e poi spezzate dallo stesso Todd. Quella notte, spiando gli indiani, Todd scopre che questi intendono vendicare il massacro subito dalle loro donne e bambini da parte dei bianchi riunendo le proprie tribù e commettendo varie carneficine di bianchi. Durante il viaggio, lui racconta a Jenny la sua storia: Todd e suo padre (un pastore nomade) viaggiavano insieme per il west, finché quest'ultimo non fu ucciso e lui adottato qualche giorno dopo dal capo di una tribù Comanche. Un pomeriggio, Valinda viene morsa da un crotalo, e le sue grida attirano l'attenzione di due guerrieri Apache, i quali verranno uccisi immediatamente da Todd tramite la catena da lui spezzata. Dopo essersi ripresa, la ragazza si scusa con la sorella e con Todd per il suo atteggiamento e gli dona la chiave delle sue manette, e dopo che Billy gliele apre, lui rivolge un saluto al gruppo e si posa sulla cima di una collina per osservare le mosse degli Apache. Poco dopo Jenny lo raggiunge, confessando di amarlo e i due passano la notte insieme. La mattina seguente il gruppo incontra un piccolo drappello di soldati, i quali scampano all'assalto degli Apache grazie all'aiuto di Todd, il quale viene tuttavia arrestato e messo sotto processo. Durante il dibattito, Todd confessa di aver ucciso gli Harper per vendetta dopo che questi violentarono e uccisero sua moglie e i suoi due bambini, seppure ciò non valga per il giudice, il quale cambia idea dopo l'intervento del gruppo di giovani scampati al massacro della carovana, i quali affermano che lui, oltre aver salvato le loro vite anteponendole alla propria salvezza, ha anche impartito a ciascuno di loro un importante lezione. Dopo aver udito ciò, il giudice condanna Todd a vivere sotto la custodia di Jenny e Billy e nella scena finale si vedono loro tre allontanarsi insieme a cavallo verso l'orizzonte.